# Pearson-Symbolik
Die Pearson-Symbolik wurde von W. B. Pearson zur einfachen Beschreibung kristalliner Allotrope  von Metallen und Modifikationen von intermetallischen Verbindungen entwickelt. Sie wurde erstmals 1958 in A Handbook of Lattice Spacing and Structures of Metals and Alloys publiziert.
Die Pearson-Symbolik ist nach dem Schema kGz – die Symbole k und G werden stets kursiv geschrieben – aufgebaut.
| Symbol | Beschreibung                           |
| ------ | -------------------------------------- |
| k      | Kristallfamilie                        |
| G      | Zentrierung des Kristallgitters        |
| z      | Anzahl der Atome in der Elementarzelle |

In der Kristallographie dient die Pearson-Symbolik durch Angabe der ersten zwei Symbole – für Kristallfamilie (k) und Zentrierung des Kristallgitters (G) – zur Beschreibung der 14 möglichen Bravais-Gitter. Weiterhin kann sie durch ein angehängtes drittes Symbol z – die Anzahl der Atome in der Elementarzelle – auch zur Identifikation bzw. einfachen Beschreibung kristalliner Allotrope der chemischen Elemente oder kristallinen binären chemischen Verbindungen herangezogen werden. Letzteres wird in der Kristallographie und Materialwissenschaft und Werkstofftechnik auch zur Beschreibung des Strukturtyps angewendet. Beispielsweise lautet das Pearson-Symbol für Kupfer cF4 und für Natriumchlorid cF8.

## Symbole der Kristallfamilien und Gitterzentrierungen
Das erste Symbol k beschreibt die Kristallfamilie. Diese entspricht dabei – mit Ausnahme des trigonalen und hexagonalen Kristallsystems, die beide der hexagonalen Kristallfamilie angehören – direkt dem jeweiligen Kristallsystem.
| Symbol | Kristallfamilie      | Kristallsystem       | Anmerkung            |
| ------ | -------------------- | -------------------- | -------------------- |
| a      | triklin (anorthisch) | triklin (anorthisch) | a = anorthisch       |
| m      | monoklin             | monoklin             | –                    |
| o      | orthorhombisch       | orthorhombisch       | –                    |
| t      | tetragonal           | tetragonal           | –                    |
| h      | hexagonal            | trigonal             | –                    |
| h      | hexagonal            | hexagonal            | –                    |
| c      | kubisch              | kubisch              | c = cubic (englisch) |

Das zweite Symbol G beschreibt die Zentrierung des Kristallgitters. Die Basisflächen-Zentrierungen A, B und C wurden 2005 von der IUPAC zum kristallographisch richtungsunabhängigen Symbol S zusammengefasst. Zur Bestimmung der korrekten Raumgruppe sind die Basisflächen-Zentrierungen A, B oder C jedoch nach wie vor zwingend erforderlich.
| Symbol | Symbol | Gitterzentrierung                             |
| ------ | ------ | --------------------------------------------- |
| P      | P      | primitiv                                      |
| R      | R      | rhomboedrisch                                 |
| S      | A      | einseitig flächen- oder basisflächenzentriert |
| S      | B      | einseitig flächen- oder basisflächenzentriert |
| S      | C      | einseitig flächen- oder basisflächenzentriert |
| F      | F      | (allseitig) flächenzentriert                  |
| I      | I      | innen- oder raumzentriert                     |

### Symbole der Bravais-Gitter
Die möglichen Kombinationen aus Kristallfamilie (k) und Gitterzentrierung (G) ergeben die 14 Bravais-Gitter (kG) im dreidimensionalen euklidischen Raum.
| Bravais-Gitter | Kristallfamilie | Gitterzentrierung     | Anmerkung                                 |
| -------------- | --------------- | --------------------- | ----------------------------------------- |
| aP             | triklin         | primitiv              | –                                         |
| mP             | monoklin        | primitiv              | –                                         |
| mS             | monoklin        | basisflächenzentriert | = mA oder mB oder mC                      |
| oP             | orthorhombisch  | primitiv              | –                                         |
| oS             | orthorhombisch  | basisflächenzentriert | = oA oder oB oder oC                      |
| oF             | orthorhombisch  | flächenzentriert      | –                                         |
| oI             | orthorhombisch  | raumzentriert         | –                                         |
| tP             | tetragonal      | primitiv              | –                                         |
| tI             | tetragonal      | raumzentriert         | –                                         |
| hP             | hexagonal       | primitiv              | hexagonales und trigonales Kristallsystem |
| hR             | hexagonal       | rhomboedrisch         | nur trigonales Kristallsystem             |
| cP             | kubisch         | primitiv              | –                                         |
| cF             | kubisch         | flächenzentriert      | –                                         |
| cI             | kubisch         | raumzentriert         | –                                         |

## Beschreibung von Allotropen und Verbindungen
Nachfolgend finden sich Beispiele zur Beschreibung der Allotrope der chemischen Elemente und Modifikationen binärer Verbindungen mithilfe der Pearson-Symbolik.
Allotrope der chemischen Elemente
| Allotrop | Pearson-Symbol | Raumgruppe (Nr.) |
| -------- | -------------- | ---------------- |
| α-Po     | cP1            | Pm3m (221)       |
| β-Po     | hR1            | R3m (166)        |

| Allotrop | Pearson-Symbol | Raumgruppe (Nr.) |
| -------- | -------------- | ---------------- |
| Ferrit   | cI2            | Im3m (229)       |
| Austenit | cF4            | Fm3m (225)       |

Modifikationen binärer Verbindungen
| Modifikation | Pearson-Symbol | Raumgruppe (Nr.) |
| ------------ | -------------- | ---------------- |
| Sphalerit    | cF8            | F43m (216)       |
| Wurtzit      | hP4            | P63mc (186)      |

| Modifikation | Pearson-Symbol | Raumgruppe (Nr.) |
| ------------ | -------------- | ---------------- |
| Anatas       | tI12           | I41/amd (141)    |
| Rutil        | tP6            | P42/mnm (136)    |
| Brookit      | oP24           | Pbca (61)        |

Die Pearson-Symbolik kann dabei auch zur Beschreibung von Allotropen der Elemente oder Modifikationen in chemischen Formeln bzw. Stoffbezeichnungen verwendet werden; hierzu wird das Pearson-Symbol in Klammern direkt hinter dem entsprechenden Ausdruck angefügt.
Die Allotrope des Eisens können z. B. wie folgt beschrieben werden:
- Ferrit (α-Eisen) als Eisen(cI2) oder Fe(cI2)
- Austenit (γ-Eisen) als Eisen(cF4) oder Fe(cF4).

Die Modifikationen des Zinksulfids (ZnS) können z. B. wie folgt beschrieben werden:
- Sphalerit (α-ZnS) als Zinksulfid(cF8) oder ZnS(cF8)
- Wurtzit (β-ZnS) als Zinksulfid(hP4) oder ZnS(hP4).

## Grenzen der Anwendbarkeit der Pearson-Symbolik
Die Pearson-Symbolik ermöglicht in vielen Fällen – wie in oben angeführten Beispielen – eine einfache und eindeutige Unterscheidung von Allotropen oder Modifikationen. Aufgrund des begrenzten Informationsgehalts des aus drei Symbolen bestehenden Pearson-Symbols kann dies bereits bei Allotropen zu Problemen einer eindeutigen Zuordnung führen, wie das folgende Beispiel Kohlenstoff (C) zeigt:
| Allotrop   | Pearson-Symbol | Raumgruppe (Nr.) |
| ---------- | -------------- | ---------------- |
| Diamant    | cF8            | Fd3m (227)       |
| Lonsdaleit | hP4            | P63/mmc (194)    |
| Graphit    | hP4            | P63/mmc (194)    |
| Chaoit     | hP168          | P6/mmm (191)     |

Anhand des Pearson-Symbols hP4 können Graphit und Lonsdaleit nicht unterschieden werden. Da beide zudem auch in derselben Raumgruppe P63/mmc (Nr. 194) kristallisieren, kann eine Unterscheidung nur durch die von den Kohlenstoff-Atomen besetzten Punktlagen in den jeweiligen Kristallstrukturen erfolgen:
| Allotrop   | Punktlagen | Punktlagen       | Punktlagen    | Punktlagen    |
| Allotrop   | Atom Nr.   | Wyckoff-Position | Lagesymmetrie | Koordinaten   |
| ---------- | ---------- | ---------------- | ------------- | ------------- |
| Lonsdaleit | C1         | 4f               | 3m.           | 1⁄3, 2⁄3, z   |
| Graphit    | C1         | 2b               | 6m2           | 0, 1⁄4        |
| Graphit    | C2         | 2c               | 6m2           | 1⁄3, 2⁄3, 1⁄4 |

Eine vollständige und unmissverständliche Kristallstrukturbeschreibung, das heißt die präzise räumliche Anordnung der Atome, Ionen oder Moleküle, ist anhand der Pearson-Symbolik grundsätzlich nicht möglich. Diese erfordert stets die Kenntnis der Raumgruppe und Punktlagen sowie – untergeordnet auch – der Gitterparameter.